# Stars on 45
Gli Stars on 45, anche conosciuti come Starsound, sono stati un gruppo musicale olandese novelty, celebri per i loro medley. Il loro singolo di maggior successo è Stars on 45, con il quale debuttarono nel 1981.

## Storia del gruppo
Gli Stars on 45 vennero fondati nell'Olanda meridionale nel 1981. Nello stesso anno lanciarono la moda dei medley, perdurata per tutta la prima metà degli anni ottanta, con i loro primi singoli, soprattutto Stars on 45, che cita i successi di gruppi come The Beatles, The Archies e Shocking Blue. Il brano entrò al primo posto di molte classifiche e fu per diverso tempo quello con il titolo più lungo a entrare nelle casistiche di vendita (il suo nome completo è, infatti, una combinazione dei brani facenti parte del mix, ovvero Intro Venus/Sugar Sugar/No Reply/I'll Be Back/Drive My Car/Do You Want to Know a Secret/We Can Work It Out/I Should Have Known Better/You're Going to Lose That Girl/Stars on 45). Stars on 45 ispirò inoltre The Beatles' Movie Medley, realizzato combinando tra loro diversi brani del gruppo di Liverpool. Seguirono omaggi agli ABBA e alla musica degli anni 1960 (Medley II del 1981 e More Stars del 1981), Stevie Wonder (Stars on Stevie del 1982) e The Rolling Stones (The Greatest Rock 'n Roll Band in the World del 1982); queste e molte altre tracce sono raccolte nei primi tre album Long Play Album (1981), Longplay Album – Volume II (1981), The Superstars (1982) e Stars on Frankie (1987).

## Formazione
- Jody Pijper – voce
- Hans Vermeulen – voce
- Albert West – voce
- Bas Muijs – voce
- Tony Sherman – voce
- Arnie Treffers – voce
- Patricia Paay – voce
- Yvonne Keeley – voce
- Sylvana van Veen – voce
- Ely van Tongeren – produzione
- Okkie Huysdens – produzione
- Jaap Eggermont – produzione
- Paul Richer – ingegnere del suono

## Discografia parziale

### Album in studio
- 1981 – Long Play Album
- 1981 – Longplay Album – Volume II
- 1982 – The Superstars
- 1987 – Stars on Frankie
- 1998 – The Club Hits

### Singoli
- 1981 – Stars on 45
- 1981 – Medley II
- 1981 – Beatles/George Harrison Medley
- 1981 – More Stars
- 1981 – Volume III
- 1981 – More Stars on 45 II
- 1982 – Stars on Stevie
- 1982 – The Greatest Rock 'n Roll Band in the World
- 1983 – The Sam & Dave Medley
- 1983 – Soul Revue